# Голяма Хета
Голяма Хета (на руски: Большая Хета) е река в Азиатската част на Русия, Западен Сибир, Красноярски край, ляв приток на река Енисей. Дължината ѝ е 646 km, която ѝ отрежда 114-о място по дължина сред реките на Русия.
Река Голяма Хета води началото си от езерото Еловое, разположено в централната, най-висока част на Долноенисейското възвишение, на 129 m н.в., в северозападната част на Красноярски край. В по-голямата част от течението си протича в широка долина, със стръмни склонове и сравнително бързо течение, през крайната североизточна част на Западносибирската равнина. В най-горното си течение има югоизточна, а след това южна посока. След това остро завива на северозапад, а след това на запад. След устието на река Покойницкая (при 380 km) отново завива на запад, в един участък от средното си течение посоката ѝ става източна, а последните сто километра тече в северна посока. Влива отляво в река Енисей, при нейния 325 km, на 1 m н.в., на 13 km югозападно от село Уст Порт, Таймирски (Долгано-Ненецки) автономен окръг, Красноярски край.
Водосборният басейн на Голяма Хета има площ от 20,7 хил. km2, което представлява 0,8% от водосборния басейн на река Енисей и обхваща северозападните части на Красноярски край. Във водосборния басейн на реката има около 6000 малки езера.
Границите на водосборния басейн на реката са следните:
- на юг, изток и север – водосборните басейни на река Турухан и други по-малки леви притоци на Енисей;
- на запад – водосборните басейни на реките Таз и Месояха, вливаща се в Тазовския залив на Карско море.

Река Голяма Хета получава получава околро 40 притока с дължина над 15 km, като 4 от тях са дължина над 100 km.
- 380 → Покойницкая 171 / 3610
- 357 → Лодочная 122 / 1310
- 278 ← Ячинда 154 / 1450
- 273 ← Соленая 189 / 1830

Подхранването на реката е смесено, като преобладава снежното. Пълноводието е през юни. Среден годишен отток 211 m3/s. Замръзва в средата на септември, а се размразява в края на май или началото на юни.
По течението на реката има само три малки села Юяха, Тухарт и Геологически, на територията на Таймирския (Долгано-Ненецки) автономен окръг
Река Голяма Хета е плавателна до село Тухарт (на 41 km от устието), а при високи води (от средата на юни до средата на юли) – до Сузунските и Ванкорските нефтогазови находища, на 437 km от устието.